# Srpen 2019
Toto je archivovaný článek z portálu Aktuality.
1. srpna − čtvrtek
 Dva útoky šíitských povstalců v jihojemenském Adenu připravily o život nejméně 51 lidí a dalších 56 jich bylo zraněno. Povstalci zaútočili balistickou raketou a bezpilotním letounem na přehlídku bezpečnostních sil a byl hlášen také sebevražedný útok na policejní velitelství. 

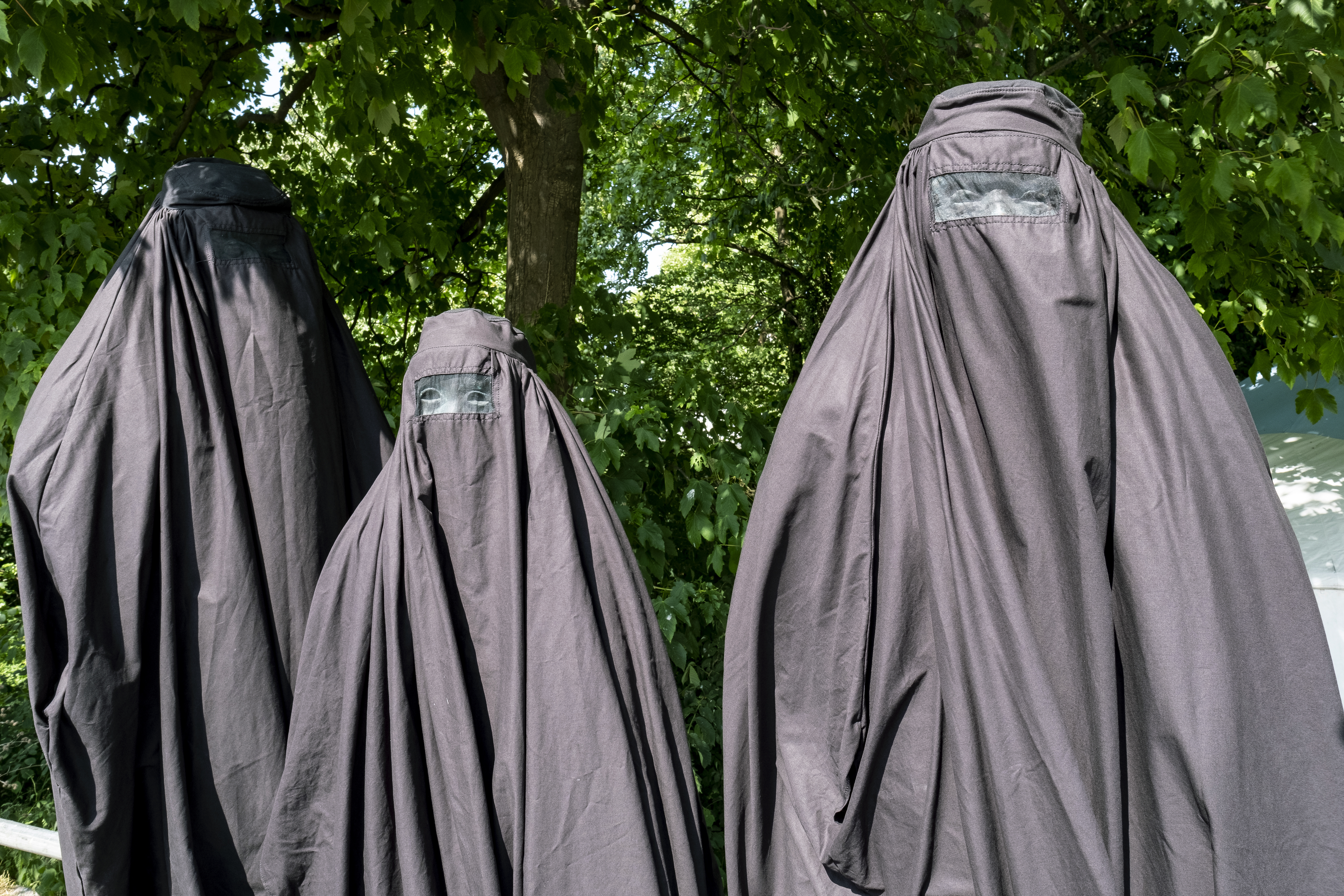
Ženy zahalené burkou

 V Nizozemsku dnes začal platit částečný zákaz zahalování tváře (na obrázku) ve školách, hromadné dopravě, nemocnicích a na úřadech. 
2. srpna − pátek
 Rusko a USA oficiálně potvrdily právní zánik smlouvy o likvidaci raket středního a krátkého doletu (INF) platné od roku 1987, podepsané Ronaldem Reaganem a Michailem Gorbačovem. 
4. srpna − neděle
 Během jednoho dne byly v USA spáchány dva útoky střelnou zbraní na civilní obyvatele. V texaském El Pasu zabil střelec 20 lidí pravděpodobně s protiimigrantskými pohnutkami. V Daytonu  (Ohio) bylo 9 lidí zabito a 27 zraněno, příčinou je zřejmě duševní nemoc střelce. 

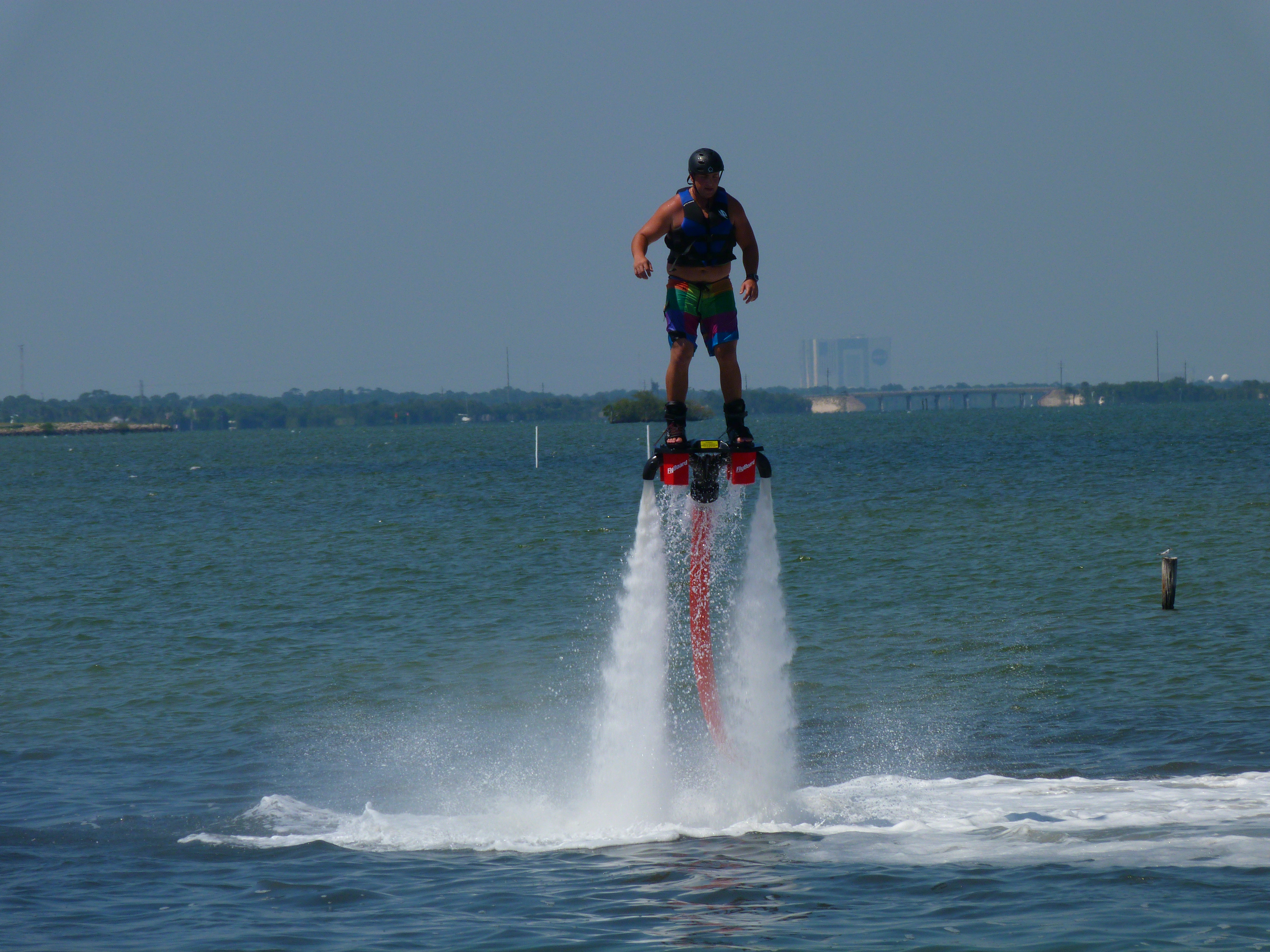
Flyboard

 Na druhý pokus přeletěl Francouz Franky Zapata Lamanšský průliv na  futuristickém dopravním prostředku Flyboardu (na obrázku), který vynalezl. Trasu dlouhou 35 kilometrů urazil ve výšce 15-20 metrů za zhruba 20 minut s mezipřistáním na palubě zásobovací lodi pro doplnění paliva. 
6. srpna − úterý
 Indická vláda oznámila, že rozhodla o zrušení zvláštního autonomního statutu severoindického státu Džammú a Kašmír. Očekává se, že rozhodnutí vyvolá v této převážně muslimské neklidné oblasti akce odporu, kterých by mohl využít Pákistán, nárokující si tuto oblast již po desítky let. 
 Severní Korea vypustila dvě balistické rakety krátkého doletu, které uletěly přibližně 450 kilometrů ve výši 37 kilometrů. Jde již o čtvrtý severokorejský vojenský raketový test během necelých dvou týdnů. 
7. srpna − středa

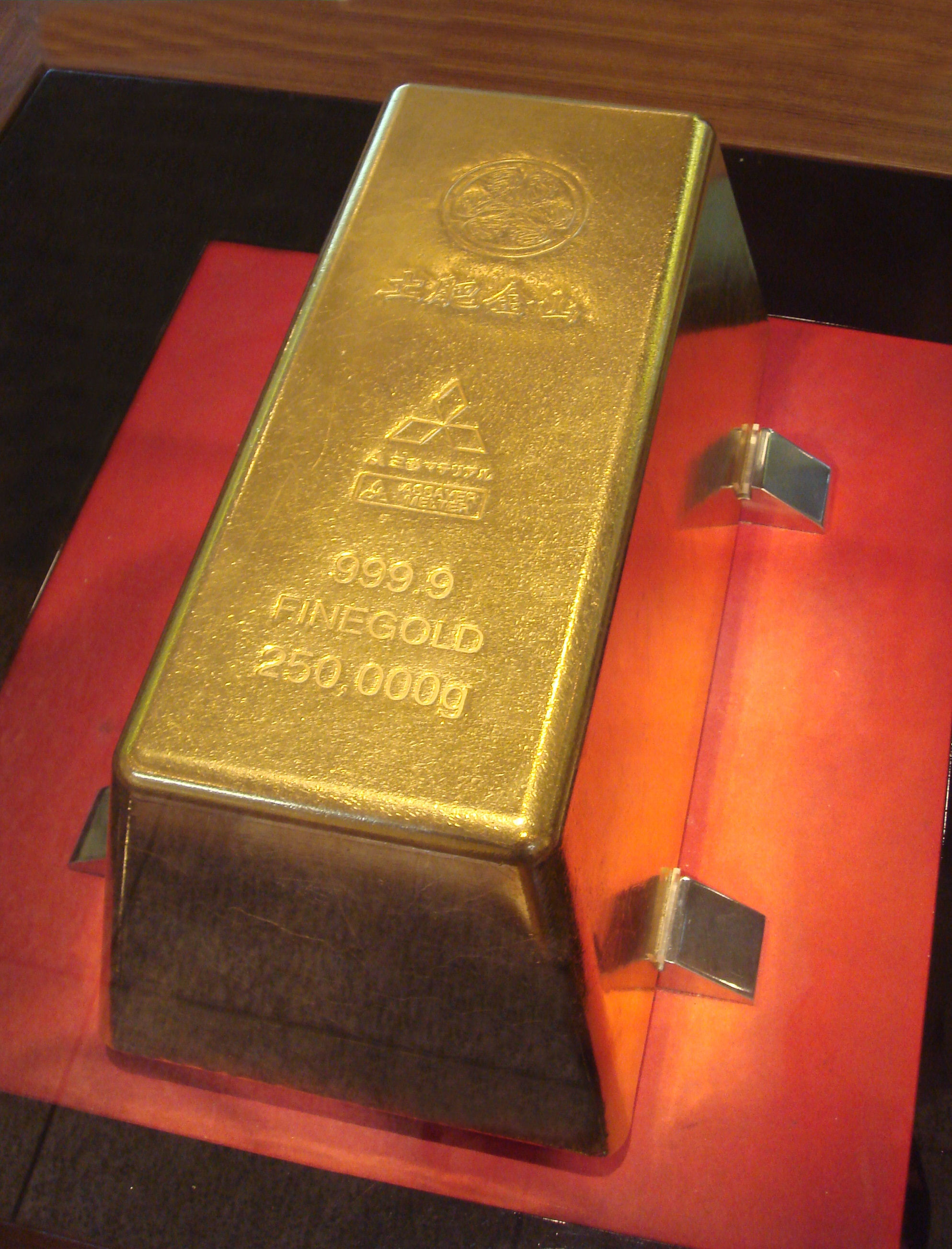
Slitek čistého zlata

 Vědci z univerzity v Leedsu oznámili, že vyrobili dosud nejtenčí plátek zlata (na obrázku) o tloušťce pouhé dva atomy, tedy 0,47 nm. Testy prokázaly, že katalyzátor ve formě těchto supertenkých plátků je desetkrát účinnější, než v průmyslu běžně používané zlaté nanočástice. 
8. srpna − čtvrtek
 Na polygonu ruské armády na pobřeží Bílého moře došlo k výbuchu reaktivního motoru a požáru zařízení, na kratší dobu byla zaznamenána zvýšená radioaktivita a přilehlá část Bílého moře byla na měsíc uzavřena pro námořní plavbu. Při nehodě přišlo o život sedm lidí. 
9. srpna − pátek
 Část Velké Británie byla postižena rozsáhlým výpadkem proudu. Ten byl způsoben závadou ve dvou elektrárnách, které se odpojily od rozvodné soustavy. Doba trvání výpadku byla asi jedna hodina a postihla více než milion lidí. 
10. srpna − sobota
 Pobřeží Číny zasáhl tajfun Lekima. Bylo oznámeno 18 obětí na životech, přes milion obyvatel bylo evakuováno, zřítily se stovky domů a bylo zrušeno více než 2 000 letů. 
13. srpna − úterý

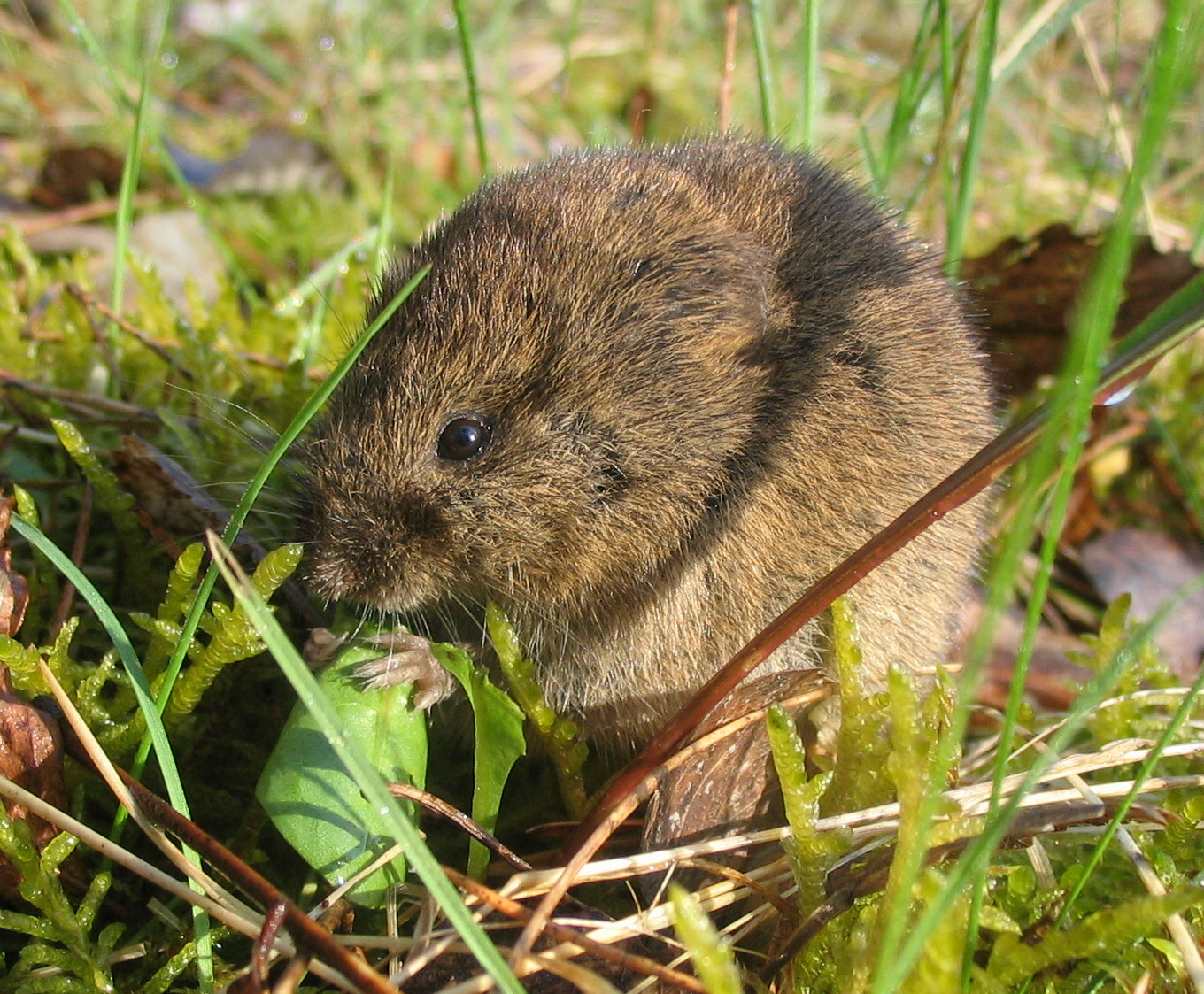
Hraboš polní

 Především na Moravě došlo k plošnému přemnožení hlodavce hraboše polního (na obrázku), který působí stamilionové škody na zemědělských plodinách. V současnosti probíhá již značně dlouhodobá diskuze mezi zástupci Ministerstva zemědělství a MŽP společně s ekologickými organizacemi o povolení plošného nasazení jedu Stutoxu II pro zmírnění této kalamity. 
15. srpna − čtvrtek

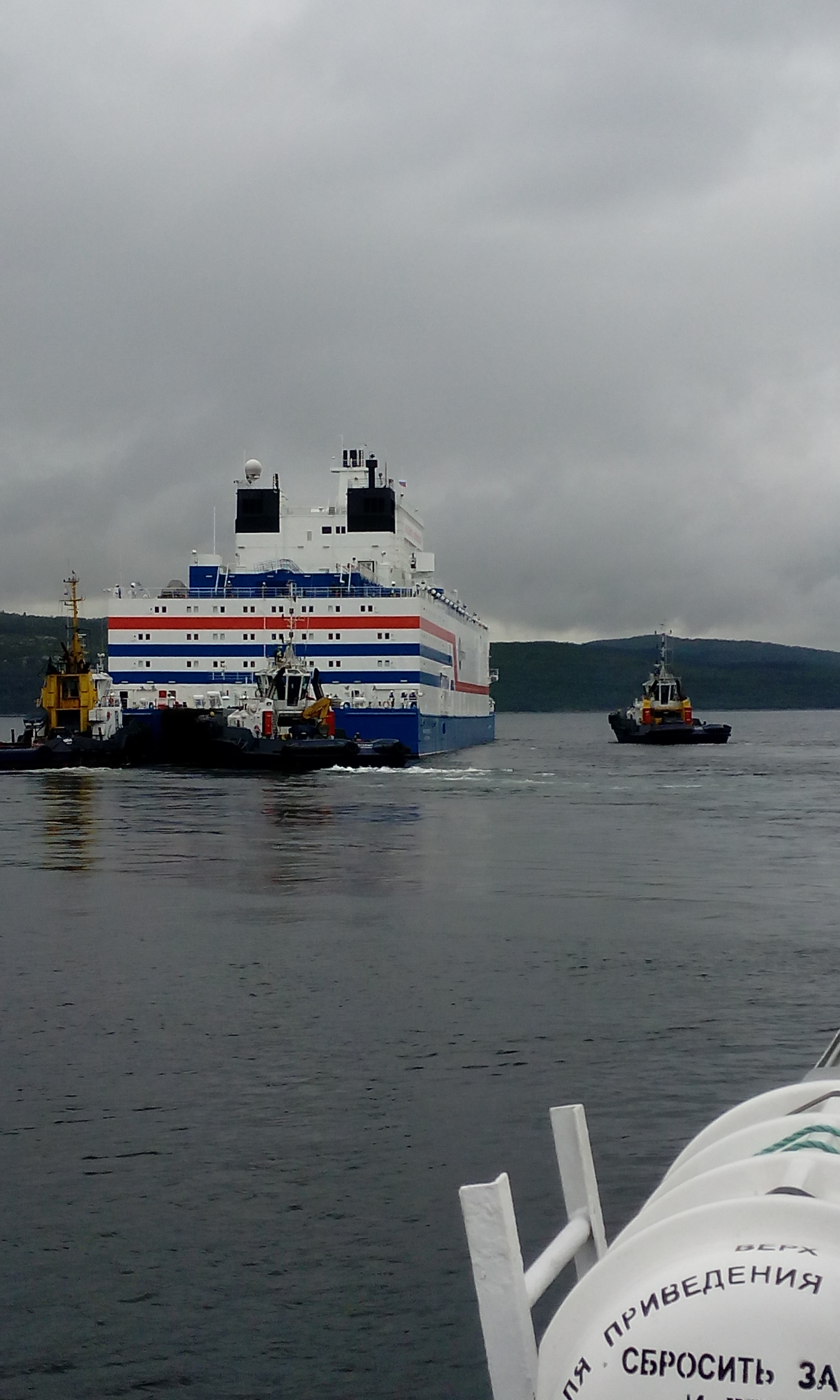
Elektrárna Akademik Lomonosov

 Ruská plovoucí jaderná elektrárna Akademik Lomonosov (na obrázku) byla spuštěna na vodu a uvedena do provozu. Plavidlo bez vlastního pohonu bude operovat v arktických vodách. Projekt je předmětem nadšení i silné kritiky především ekologů ohledně zaručení bezpečného provozu jaderných reaktorů za všech podmínek. 
 Ruský dopravní letoun Airbus A321 se krátce po startu srazil s hejnem racků a oba motory byly vyřazeny z provozu. Kapitán však přesto dokázal nouzově přistát na kukuřičném poli, takže z 230 lidí na palubě jich bylo pouze 23 zraněno. 
16. srpna − pátek
 Americký prezident Donald Trump opakovaně vyjádřil zájem o to, aby USA koupily od  Dánska největší světový ostrov - Grónsko. Důvodem může být jak velké potenciální nerostné bohatství v této oblasti, tak strategické přiblížení hranic USA k Rusku. 
19. srpna − pondělí
 Občanská válka v Sýrii: Nejméně čtyři lidé byli zabiti při útoku syrského letectva na konvoj turecké armády v syrské provincii Idlib, zatímco si vládní ofenziva proti městu Chán Šajchún vyžádala desítky mrtvých.
 Během posledních dvou týdnů hoří na ostrově Gran Canaria na Kanárských ostrovech již druhý mimořádně silný lesní požár. Bylo evakuováno kolem 8 000 lidí, požár zničil přes 5 000 hektarů lesa a přes nasazení stovek hasičů a 16 požárních letadel se jej nedaří dostat pod kontrolu. Vzhledem ke stejnému místu vzniku obou požárů je zde silné podezření na úmyslné založení. 
 Zemřel Vojmír Srdečný, poslední přeživší student odvlečený během nacistických represí proti studentům ze 17. listopadu 1939 do koncentračního tábora v Sachsenhausenu.
20. srpna − úterý
 Občanská válka v Sýrii: Syrská armáda dobyla město Chán Šajchún v provincii Idlib. 
21. srpna − středa
 Trumpova žádost o odkup ostrova Grónsko (viz Aktualita z 16.8.) byla dánskou vládou označena za hloupý vtip a americký prezident proto zrušil svoji oficiální plánovanou návštěvu v Dánsku. 
25. srpna − neděle
 Izraelské vojenské letectvo provedlo nálety na pozice íránských speciálních sil v Sýrii, libanonského Hizballáhu a milic Hašd Šaabí v Iráku. 
 V Abcházii se konaly prezidentské volby. Úřadující prezident Raul Chadžimba v nich obhajuje svůj mandát. 
27. srpna − úterý
 Prezident Miloš Zeman jmenoval Lubomíra Zaorálka novým ministrem kultury. 
31. srpna − sobota
 V řadě měst ve Velké Británii se konaly protestní akce proti rozhodnutí premiéra Borise Johnsona, který ohlásil několikatýdenní přerušení práce britského parlamentu před říjnovým termínem brexitu. 